# Ландскруна
Ландскру́на (швед. Landskrona — «венец земли») — портовый город в Швеции, в лене Сконе, центр одноимённой коммуны.
Население 40 860 жителей. (2009). Площадь 302,5 км2.
Текстильная, химическая промышленность; машиностроение (преимущественно сельскохозяйственное и военное).

## История
Ландскруна, расположенная в удобной для судов и больших кораблей бухте и получившая права города в 1413 году, сыграла важную роль в истории Швеции и Дании. Город поддержал свергнутого датского короля Кристиана II и противостоял датской Реформации 1535 года. Король Кристиан III выстроил в Ландскруне крепость для обороны бухты. Строительство было завершено в 1560 году.
В 1656 году Ландскруна и её окрестности отошли к Швеции. Город как удобный, хорошо защищённый порт, планировалось превратить в крупный торговый центр. Крепость была укреплена новыми бастионами; площадь в пределах рва достигла 400×400 м; сооружение признавалось самым мощным и современным в Скандинавии. В результате осады 8 июля — 2 августа 1676 года городом вновь овладели датчане.
В дальнейшем значение Ландскруны уменьшилось. Во время длительных шведско-датских войн шведской морской базой стала Карлскруна, более удалённая от датских берегов. Функции торгового центра перешли к Мальмё, несмотря на отсутствие там (до конца XVIII века) удобной гавани. Городские укрепления были расширены в 1747—1788 годах, однако в 1822 году было принято решение об их сносе. В 1869 году ландскрунский гарнизон был упразднён. Стены и рвы укреплений сохранились.

## Известные уроженцы
- Майгулль Аксельссон — писательница и журналистка, лауреат премии Августа Стриндберга.
- Альвар Гульстранд — офтальмолог, лауреат Нобелевской премии по физиологии и медицине (1911 год).
- Друж, Лиз — шведская писательница и художник.
- Кронгольм, Абрахам Петер (1809—1879) — шведский историк, профессор истории.
- Сельма Лагерлёф — писательница, лауреат Нобелевской премии по литературе (1909 год). В Ландскруне работала учительницей в школе для девочек (1885—1895). Одна из улиц города названа в её честь.

## Транспорт

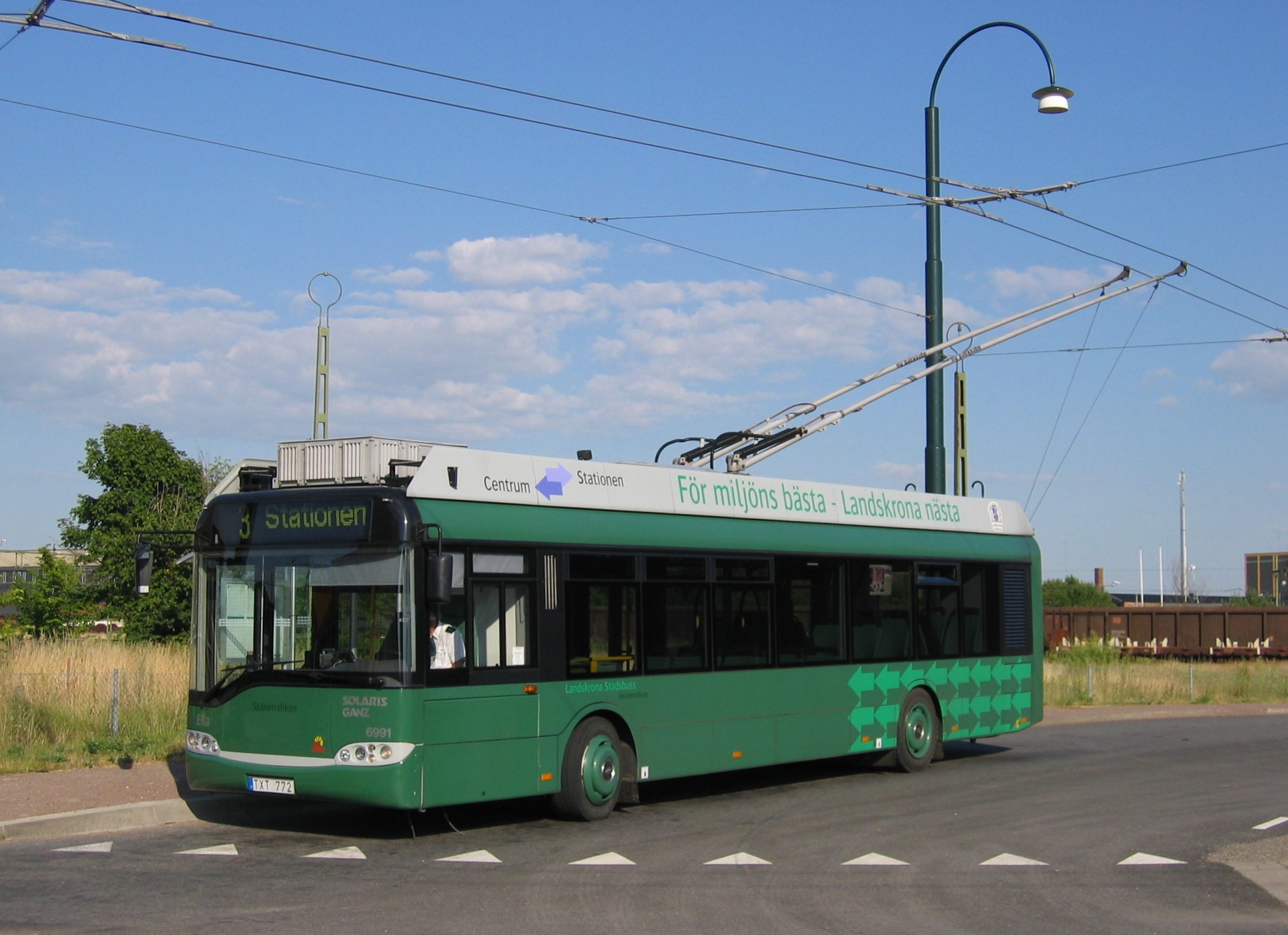
Троллейбус «Элла»

С 2003 года имеется троллейбусное сообщение. Ландскрунский троллейбус — единственный в Швеции.